# János Kulka (dyrygent)
János Kulka (ur. 11 grudnia 1929 w Budapeszcie, zm. 18 października 2001 w Stuttgarcie) – węgierski dyrygent.

## Życiorys
W latach 1944–1950 studiował w Akademii Muzycznej w Budapeszcie u Jánosa Ferencsika i László Somogyiego (dyrygentura), Leó Weinera i Zoltána Kodálya (kompozycja) oraz Jánosa Viskiego (fortepian). Początkowo związany z operą w Budapeszcie, najpierw jako korepetytor i dyrygent chóru (od 1950), a następnie dyrygent (od 1953). Po antykomunistycznym powstaniu w 1956 roku opuścił Węgry. W latach 1957–1959 działał jako dyrygent Bayerische Staatsoper w Monachium, następnie od 1959 do 1961 roku dyrygował Württembergische Staatsoper w Stuttgarcie. W latach 1961–1964 był dyrygentem opery w Hamburgu Od 1964 do 1975 roku pełnił funkcję generalnego dyrektora teatrów w Wuppertalu, przygotowując premiery zarówno z repertuaru klasycznego (Śpiewacy norymberscy i Tannhäuser Wagnera, Don Giovanni, Così fan tutte i Czarodziejski flet Mozarta, Kawaler srebrnej róży, Salome, Arabella i Kobieta bez cienia Straussa, Carmen Bizeta, Wozzeck Berga), jak i dzieł współczesnych (Yvonne, Prinzessin von Burgund Blachera). Od 1975 do 1987 roku był dyrektorem muzycznym Nordwestdeutsche Philharmonie w Herford.
W jego repertuarze ważne miejsce zajmowała muzyka współczesna. W 1979 roku na festiwalu Warszawska Jesień wystawił wraz z zespołem opery w Stuttgarcie Raj utracony Krzysztofa Pendereckiego.